# 芽翼魷
芽翼魷（学名：Pterygioteuthis gemmata）为火魷科翼魷屬下的一个种。